# Зиндлинген
Зиндлинген (нем. Sindlingen) — старинный немецкий город. Первые упоминания относятся к 797 году. В настоящее время один из районов Франкфурта-на-Майне.

## История

### Древние времена
Район Зиндлинген был заселен уже во времена неолита. Здесь найдено несколько стоянок древнего человека. Самые ранние относятся к шестому тысячелетию до н. э..
В 1989 году при археологических исследованиях в старом центре города Зиндлинген обнаружена Villa rustica.
Во II веке эти территории принадлежали Римской империи. В 260 году римляне эвакуировали свои поселения с правого берега Рейна. В окрестные земли вторглись племена алеманнов и расселились здесь.  С 455 года началась продвижение алеманнов на запад в Галлии и на юго-восток в Норик.
В конфликте с племенами франков в период между 496 и 507 годами алеманны потерпели поражению при Цюльпихе. В результате алеманны проживавшие в землях вокруг Зиндлингена признали власть франкского короля Хлодвига I.

### Средние века
Точная дата основания Зиндлингена неизвестна. Документ, в котором Зиндлинген (в оригинальном Scuntilingen) впервые упоминается, датируется сроком полномочий аббата Фульды Баугульфа: с 780 до 802 годы.
В Лоршском кодексе в 797 году записано, что мужчине по имени Гримольт в монастыре Лорш выделен участок сельхозугодий и луг у деревни Зиндлинген в подарок. Это самый старый документ о Зиндлингене на сегодняшний день.
В 889 году бенедиктинский монастырь Блайденштадт получил землю в марке Зиндлинген (упоминание термина марка предполагает значительную площадь).
16 февраля 1035 года Конрад II подарил Зиндлинген монастырю бенедиктинцев в Лимбурге.
В 1369 году впервые упоминается местный суд в Зиндлингене. Это подтверждает важный статус поселения.

### Новое время
В 1490 году аббатство Лимбург в Пфальце подтверждает свои права на Зиндлинген.
В 1596 года впервые упоминается школа в Зиндлингене. В 1608 году архиепископ и курфюрст Иоганн Швейкхард фон Кронберг дарует поселению привилегии. Год спустя, в 1609 году, на месте старой часовни начинается строительство католической приходской церкви св. Дионисия. По документам в это время в Зиндлингене проживало 210 человек: 48 женатых мужчин, 2 вдовца, 48 замужних женщин, 6 вдов и 106 детей.
Во время Тридцатилетней войны Зиндлинген подвергся разорению. Количество домохозяйств сократилось вдвое. В 1654 году 17 окрестных ферм остаются заброшенными.
Французские войска, прибывающие в Зиндлинген во время Войны за пфальцское наследство вновь разоряют край.
7 мая 1699 года пожар уничтожил 26 домов, ратушу и много других строений. Причём ратушу не могли восстановить несколько десятилетий.
Братья Андреас и Франц Вакканы из Италии в 1740 году приобрели поместье в Зиндлингене. В 1760 году купец Карл Франц Аллезина приобрёл усадьбу братьев Ваккани и перестроил её.
29 мая 1774 года на золотую свадьбу Иоганна Марии Аллезины и его жены Франциски Клары приглашён молодой поэт Иоганн Вольфганг Гёте. Именно на этом празднике Гёте встретил Максимилиану фон Ларош, ставшую прототипом образа Лотты в романе «Страдания юного Вертера». В начале июня Гёте написал в письме к другу: «Был в Зиндлингене на золотой свадьбе. Видел там твою знакомую Максимилиану. Я много думал о ней... Я протянул ей руку. Ты поймешь меня, если прочитаешь моего Вертера».
В феврале 1784 года в результате наводнения в Зиндлингене было разрушено 11 зданий.

### В составе Пруссии
В 1802 году Зиндлинген как часть княжества Нассау входит в состав Прусского королевства.
В 1810 году в Зиндлингене насчитывалось 98 домов с 570 жителями и шесть гостиниц.
В 1866 году княжество Нассау было упразднено и превращено в землю Гессен.
В 1885 году население Зиндлингена увеличилось до 1497 человек. Из работающего населения в то время было 60% фермеров, 30% фабричных рабочих и 10% ремесленников. В 1886 году община построила на берегах Майна пристань. Здесь загружались на корабли товары произведённые в Зиндлингене. 

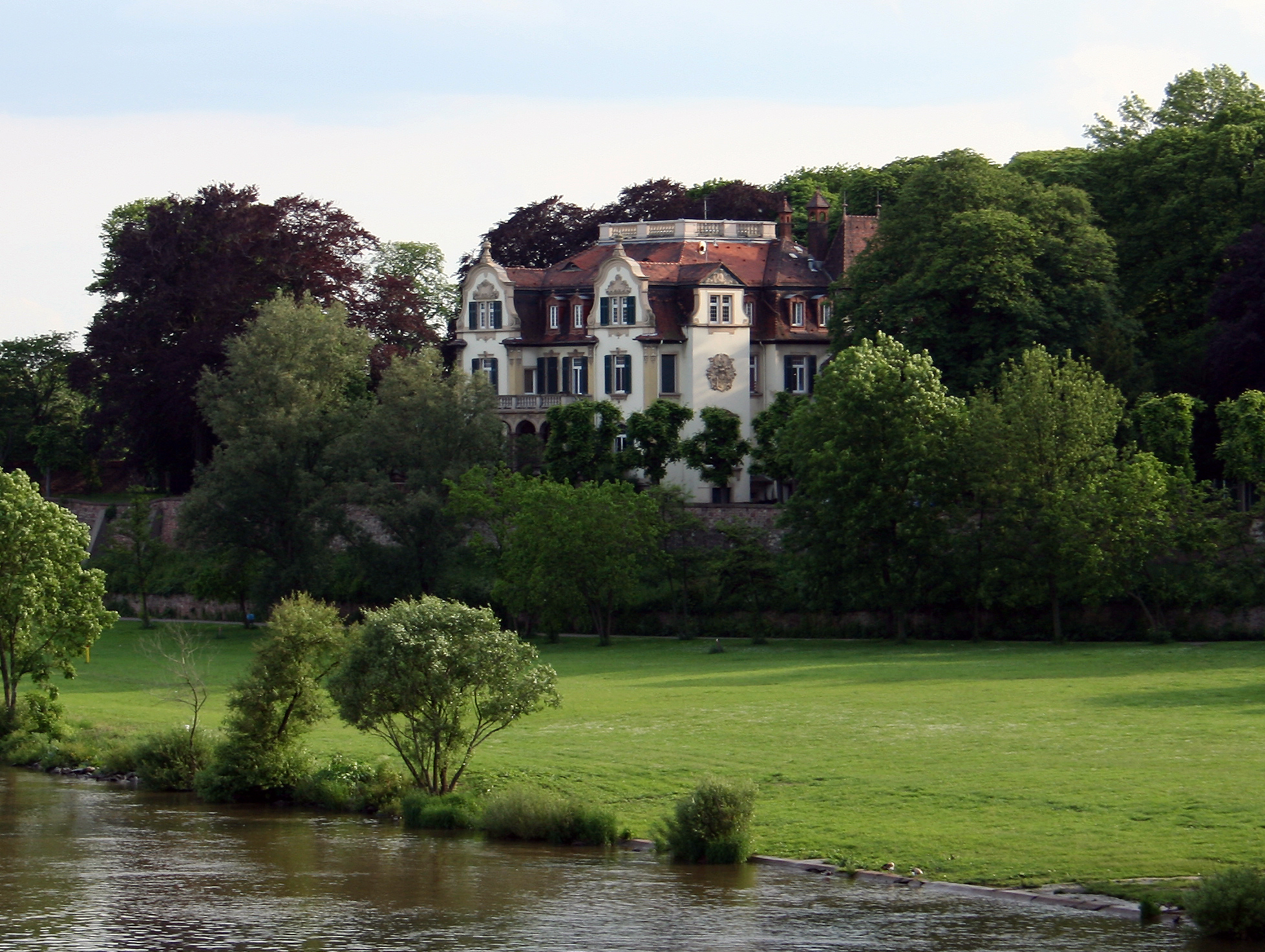
Вилла Майстер (Линденбаум)

В 1902 году Герберт фон Майстер построил великолепную виллу Линденбаум на территории усадьбы семьи Аллезина. Согласно завещанию обширный парк открыт для публики.
В 1906 году была построена паромная переправа между Зиндлингеном и Кельстербахом.
Население быстро росло и в 1913 году в Зиндлингене насчитывалось 3526 жителей.

### После 1917 года
В 1917 году муниципалитет Зиндлинген утратил свою независимость. Вместе с Цайльсхаймом и Унтерлидербахом поселение включено в состав города Хёхст-на-Майне. Бывшая железнодорожная остановка Зидлинген-Цайльсхайм стала называться Хёхст-Вест.
1 апреля 1928 года Хёхст-на-Майне был включен в состав города Франкфурт-на-Майне. Зиндлинген стал одним из самых западных городских округов.